# 高山市立江名子小学校
高山市立江名子小学校（たかやましりつ えなこしょうがっこう）は、岐阜県高山市にある公立小学校。

## 沿革
高山市立江名子小学校として独立したのは1950年（昭和25年）4月である。ここではそれ以前についても記述する。
- 1874年（明治7年）5月 - 江名子村に荏名学校が開校。
- 1875年（明治8年）1月31日 - 大野郡灘郷、大八賀郷のうち23ヶ村[注釈 1]が合併し、大名田村となる。
- 1879年（明治12年） - 森下学校と合併し、開文学校となる。校舎は新築[注釈 2]する。
- 1892年（明治25年）5月19日 - 大名田村が分立。大名田村[注釈 3]、灘村[注釈 4]、大八賀村[注釈 5]となる。江名子地区の児童が通学していた山口尋常小学校は大八賀村の学校となったため、大名田村が大八賀村に委託とした。
- 1896年（明治29年）11月 - 江名子尋常小学校として山口尋常小学校から独立する。校舎は従来の山口小学校校舎を譲り受ける。
- 1897年（明治30年） - 廃校。大名田尋常小学校に統合される。
- 1901年（明治34年）9月 - 大名田尋常小学校江名子分教場を設置。
- 1902年（明治35年） - 大名田尋常高等小学校江名子分教場に改称する。
- 1923年（大正12年）10月10日 - 大名田村が町制施行。大名田町となる。
- 1929年（昭和4年） - 大名田第一尋常高等小学校江名子分教場に改称する。
- 1936年（昭和11年） - 
  - 高山町と大名田町が合併し市制施行。高山市となる。
  - 第一尋常高等小学校江名子分教場に改称する。
- 1941年（昭和16年） - 第一国民学校江名子分教場に改称する。
- 1947年（昭和22年） - 高山市立第一小学校江名子分校に改称する。
- 1950年（昭和25年） - 高山市立江名子小学校として独立する。
- 1957年（昭和32年） - 校区が変更され、山口地区は高山市立大八小学校校区から高山市立江名子小学校校区に移る。
- 1973年（昭和48年） - 校舎（鉄筋コンクリート造3階建）が完成。以降1977年まで増築し、現在の東舎、中央舎となる。
- 2000年（平成12年） - 校舎（西舎）が完成。
- 2012年（平成24年） - 屋内運動場が完成。